# Simone Barone
Simone Barone (Nocera Inferiore, 1978. április 30.) olasz világbajnok labdarúgó, jelenleg a Livorno játékosa.

## Pályafutása
Barone pályafutását a Parmaban kezdte. Az első osztályban 1997. május 4-én mutatkozott be az Atalanta ellen. Ezután kölcsönben szerepelt a harmadosztályú Padova színeiben 1998-ban és a Serie B-ben vitézkedő AlzanoCeneben 1999-ben.
2000 nyarán a Chievo szerződtette, ahol 2 teljes szezont töltött el. A 2002-03-as bajnokságban visszaigazolt a Parmaba.
2004 július 16-án aláírt a Palermo csapatához 5 millió €-ért, amely klubbal 4 éves kontraktust kötött. Ezt az időszakot viszont nem töltötte ki, mivel 2006 augusztus 5-én a Serie A-ba frissen feljutott Torino FC-hez igazolt. Torinóban 3 szezonon keresztül erősítette a csapatott majd 2009 augusztusában a Cagliarihoz került, ahol a 2009-2010-es bajnokságban mindössze ötször volt kezdő, mert jobbára csereként lépett pályára.

## Pályafutása a válogatottban
Az olasz labdarúgó-válogatottban – Giovanni Trapattoni kapitánysága alatt – 2004 február 18-án mutatkozott be egy Csehország elleni 2–2-re végződött barátságos mérkőzésen. Tagja volt a 2006-os világbajnok olasz válogatottnak. Marcello Lippi csereként küldte be 2 alkalommal a világbajnokság alatt

## Sikerei, díjai
- Labdarúgó-világbajnokság (2006)